# 国有財産台帳
国有財産台帳（こくゆうざいさんだいちょう）は、日本国の国有財産の台帳である。

## 概要
国有財産法第32条において、以下の通り、国有財産については台帳を作成することが定められている。
また、国有財産法施行令第20条では、国有財産台帳には以下の事項を記載しなければならないと定められている。
- 区分（土地、建物等の区別）及び種目（土地、建物等における用途の区別）
- 所在
- 数量
- 価格
- 得喪変更の年月日及び事由
- その他必要な事項

これらの法令では「国有財産台帳」という用語は用いられていないが、国有財産法施行細則第2条において、「国有財産の台帳（以下「国有財産台帳」という。）」とされ、「国有財産台帳」という用語が用いられている。
国有財産台帳に記載された国有財産、及び、その記載事項は、国有財産情報公開システムで検索、閲覧することができる。
なお、地方公共団体が所有する財産である公有財産についても同様に、公用財産台帳が作成されている。